# Abaligeti alagút

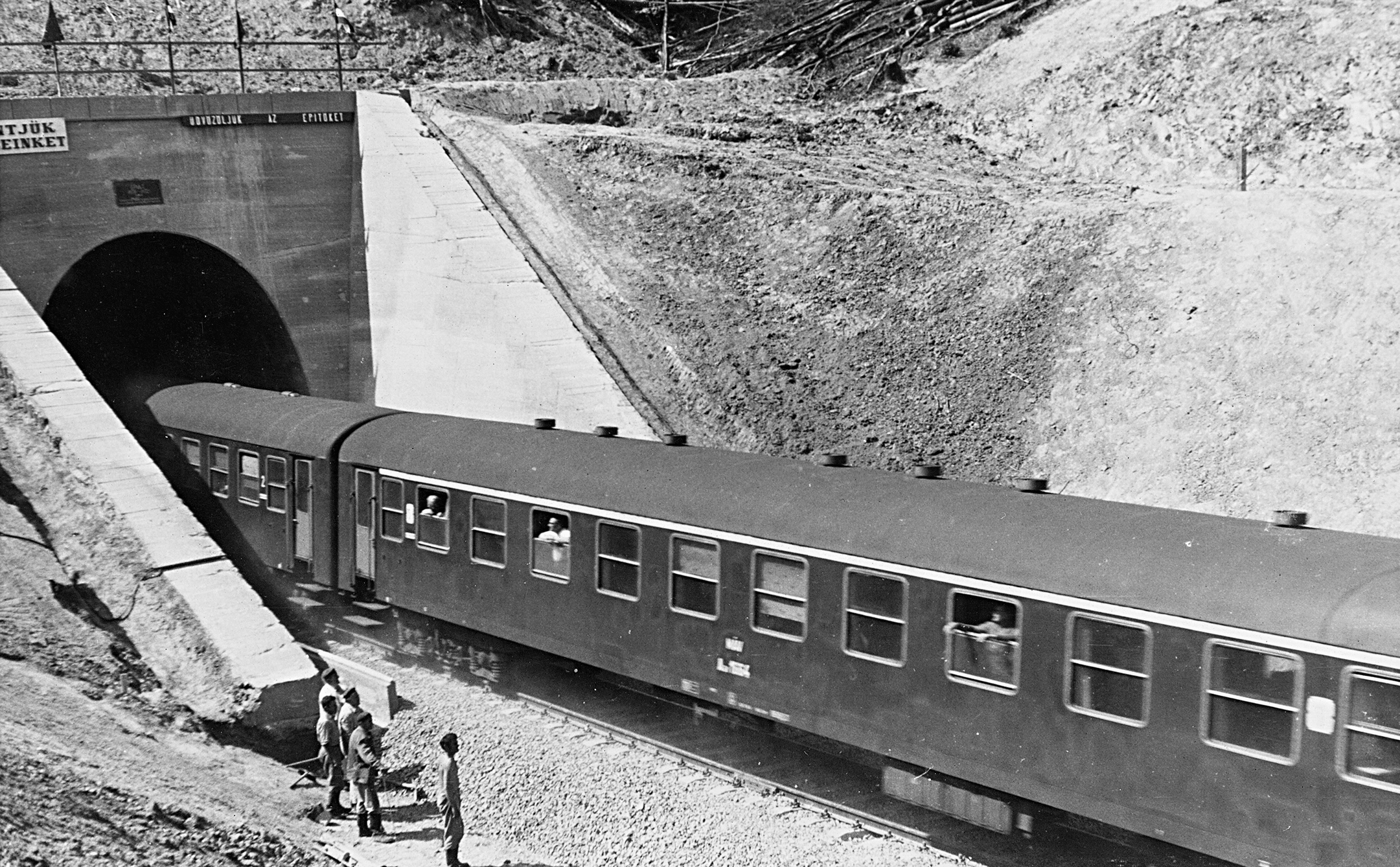
Vonatszerelvény az új alagútnál (1974)

Az abaligeti alagút Magyarország második leghosszabb vasút alagútja, a Pusztaszabolcs–Pécs-vasútvonalon Abaliget vasútállomás és Szatina-Kishajmás megállóhely között fekszik. A 667 méter hosszú alagutat 1973. május 8-án adták át a forgalomnak.

## Története
Az 1970-es években kezdődött meg a 40-es számú Pusztaszabolcs–Pécs-vasútvonal mecseki szakaszának felújítása: a lassú, kanyargós pálya nyomvonalának korrekciójára és a két leromlott állapotú völgyhíd, valamint egy vasúti alagút kiváltására több terv is született. A cél egy korszerűbb és gyorsabb (óránként akár 120 km/h) pályaszakasz kiépítése volt. A tervek közül végül a legnagyobb mértékű nyomvonal-korrekcióval járó elképzelést valósították meg. Ennek részeként épült meg az Abaligeti-alagút. Az alagutat a Bányászati Aknamélyítő Vállalat Mecseki Körzete, a műtárgyakat a MÁV Hídépítési Főnöksége építette. Két év alatt épült meg, az összköltsége elérte a 125 millió forintot. Az alagút kialakításánál mecseki bányászok dolgoztak. Az alagutat úgy építették meg, hogy az később villamosítható legyen. Az érintett szakaszon, Dombóvár és Pécs között, 1985. november 29-én indult meg indult a villamosított vasúti közlekedés.